# Stenorhynchites coeruleocephalus
Stenorhynchites coeruleocephalus là một loài bọ cánh cứng trong họ Rhynchitidae. Loài này được Shaller miêu tả khoa học năm 1783.